# Алеур (посёлок при станции, Чернышевский район)
Алеур — поселок при станции в сельском поселении «Алеурское» Чернышевского района Забайкальского края России.

## География
Находится в юго-западной части района на расстоянии примерно 5 километров (по прямой) на северо-восток от поселка Чернышевск.
Климат
Климат резко континентальный. Ср. температура в июле +16 +20 °С (максимальная +37 °С), в янв. −26 −30 °С (абс. минимум −57 °С). Осадков выпадает 300—350 мм/год. Вегетационный период продолжается от 130 до 150 дней.
Часовой пояс
Поселок железнодорожной станции Алеур находится в часовой зоне МСК+6. Смещение применяемого времени относительно UTC составляет +9:00.

## История
Официальный год основания поселка 1700.По другим данным основан в 1908 при строительстве железной дороги.

## Население
| 2010 | 2021 |
| ---- | ---- |
| 38   | ↗39  |

Постоянное население составляло 47 человек в 2002 году (русские 92 %).